# 滋賀県道142号草津停車場線
滋賀県道142号草津停車場線（しがけんどう142ごう くさつていしゃじょうせん）は、滋賀県草津市を通る一般県道である。

## 概要
草津市渋川1丁目から草津市大路2丁目に至る。
JR西日本東海道本線・草津線 草津駅東口から国道に向かって伸びる通りで、南側を並行して走るサンサン通りと比べると、やや殺風景な雰囲気である。

### 路線データ
- 起点：草津市渋川1丁目（JR西日本東海道本線・草津線 草津駅東口）
- 終点：草津市大路2丁目（国道大路交差点、国道1号交点）
- 総延長：0.7 km

## 地理

### 通過する自治体
- 草津市

### 交差する道路
| 交差する道路                                                                               | 交差する場所 | 交差する場所          |
| ------------------------------------------------------------------------------------------ | ------------ | --------------------- |
| 国道1号 国道8号 重複 滋賀県道2号大津能登川長浜線 重複 滋賀県道・三重県道4号草津伊賀線 重複 | 大路2丁目    | 国道大路交差点 / 終点 |

### 沿線
- JR西日本東海道本線・草津線 草津駅
- 近鉄百貨店草津店
- エルティ932（スーパーヒカリ屋草津店）
- くさつ平和堂
- 三菱UFJ銀行 草津支店
- 滋賀銀行 草津支店
- 学校法人若竹学園 若竹幼稚園
- 京都信用金庫 草津支店
- 草津警察署
- 草津市立第六保育所